# Frédéric Dardel
Pour les articles homonymes, voir Dardel.
Frédéric Dardel, né le 14 novembre 1959 à Neuilly-sur-Seine, est un biologiste moléculaire français. Il a présidé l'université Paris-Descartes de 2011 à septembre 2019, et conseillé la ministre de l'Enseignement supérieur et de la Recherche Frédérique Vidal de juin 2019 à juin 2020, avant de devenir conseiller de Gilles Bloch à l'Inserm. Il est mis en examen dans l'affaire du centre du don des corps de l’université Paris-Descartes.

## Biographie

### Formation
Frédéric Dardel est ancien élève de l'École polytechnique (promotion 1978) et docteur en biologie cellulaire et moléculaire (avec une thèse dirigée par Sylvain Blanquet et intitulée Clonage, structure et étude de l'expression du gène de la méthionyl-tARN synthétase d'escherichia coli) de l'université Pierre-et-Marie-Curie (1989).

### Parcours
Après avoir été directeur de recherche au CNRS, il a rejoint l’université Paris-Descartes en 2000 et est devenu professeur à la faculté de pharmacie. Il a dirigé le laboratoire de cristallographie et RMN biologiques et l’institut universitaire Descartes/Diderot « Médicament, Toxicologie, Chimie et Environnement » jusqu'à son élection à la présidence de l'université Paris-Descartes, en décembre 2011.
Il a été directeur du département des sciences du vivant du CNRS de Janvier 2007 à
Avril 2008. Il a par ailleurs représenté la France au conseil du Laboratoire européen de biologie moléculaire de Heidelberg[réf. souhaitée]. À partir de 2007, il devient chargé de mission à la valorisation auprès du président Axel Kahn et représente avec lui l’université Paris-Descartes au conseil d’administration du pôle de recherche et d'enseignement supérieur (PRES) Sorbonne Paris Cité. Il lui succède à la présidence de l’université le 21 décembre 2011,.
Il présidé le conseil scientifique de l'INRA de 2011 à 2016. Il a démissionné de cette fonction en juillet 2016 en réaction à la nomination de Philippe Mauguin, directeur de cabinet de Stéphane le Foll, à la présidence de cet organisme de recherche,.
Depuis février 2013, il préside également le conseil d'administration de l'École supérieure du professorat et de l'éducation (ESPE) de Paris.
Le 30 juillet 2013, il est chargé avec Denise Pumain de réfléchir à l'institution qui prendra la succession de l'Agence d'évaluation de la recherche et de l'enseignement supérieur (AERES) et de rendre un rapport sur le sujet pour les premiers jours de décembre 2013. Mais le rapport Dardel-Pumain, finalement publié le 24 janvier 2014, suscite l'étonnement car il s'appuie sur une version périmée de la loi relative à l'enseignement supérieur et à la recherche —  sur l'application de laquelle il est censé fournir des préconisations — et paraît en retrait par rapport aux recommandations des Assises de l'enseignement supérieur et de la recherche,.
En 1983, Frédéric Dardel a fait partie de l'équipe fondatrice et des collaborateurs du journal Science & Vie Micro, aujourd'hui disparu, dont il a été ensuite conseiller scientifique. Il a également contribué au dernier numéro du journal paru en juillet 2010.
En mai 2017, il se distingue en envoyant un courriel signé appelant ses étudiants à ne pas voter pour le Front national et à voter pour Emmanuel Macron, franchissant ainsi comme il le précise « une limite que je m’étais fixée en accédant à la fonction de chef d’établissement ».
À la suite du départ de François Houllier, nommé PDG de l'Ifremer, de la présidence d'USPC, Frédéric Dardel est nommé administrateur provisoire de la COMUE université Sorbonne-Paris-Cité en septembre 2018.
Le 28 juin 2019, il est nommé conseiller spécial dans le cabinet de Mme Vidal.
En 2020, il est personnellement mis en cause dans le scandale du charnier du Centre du don des corps de l’université Paris-Descartes,,,. Le 12 juin 2020, il est démis de ses fonctions ministérielles,, et le 22 il prend ses fonctions de conseiller de Gilles Bloch à l'INSERM, chargé du lien avec les universités, de l’évaluation des UMR, et des politiques de site. Le 4 juin 2021, il est mis en examen pour « atteinte à l'intégrité d'un cadavre »,,,.
Depuis septembre 2020, il est directeur de l'Institut de Génétique et de Biologie Cellulaire et Moléculaire à Strasbourg (IGBMC).

## Distinctions
- Prix Pierre Desnuelle de l'Académie des sciences[28].
- Chevalier de l'ordre national de la Légion d'honneur (depuis le 14 juillet 2015[29]).
- Chevalier de l'ordre national du Mérite (depuis le 14 novembre 2011[30]).

## Publications

### En volumes
- Avec François Képès et Jean-Marc Steyaert, Bioinformatique : majeure de chimie du vivant : promotion 1998, majeure 2, 2e année, Palaiseau, École polytechnique, 2001, 110 + 21 + 10 (ISBN 2-7302-0792-9, BNF 37714363).
- Avec François Képès, Bioinformatique : génomique et post-génomique, Palaiseau, École polytechnique, 2002, 246 p. (ISBN 2-7302-0927-1, BNF 38954612)Traduit en anglais.
- Avec Renaud Leblond, Main basse sur le génome, Paris, A. Carrière, 2008, 356 p. (ISBN 978-2-84337-506-4, BNF 41355042).
- Avec Xavier Coumoul et Étienne Blanc, Mémo' visuel de biochimie, Paris, Dunod, coll. « Mémo' visuel de », 2016, XIV + 226 (ISBN 978-2-10-074226-4, BNF 45028987).

### Préface
- Jacqueline Deguise-Le Roy, Éric Le Tonturier, Sylvie Pflieger (dir.) et al. (préf. Frédéric Dardel), La Générosité, Paris, L'Harmattan, coll. « Logiques sociales », 2013, 176 p. (ISBN 978-2-343-00367-2, BNF 43650351).